# Sobiczewy
Sobiczewy [pronunciación en polaco: /sɔbiˈt͡ʂɛvɨ/] es un pueblo ubicado en el municipio (gmina) de Chodecz, en el distrito de Włocławek, voivodato de Cuyavia y Pomerania (Polonia). Según el censo de 2011, tiene una población de 159 habitantes.
Está situado aproximadamente a 5 kilómetros al noreste de Chodecz, a 25 kilómetros al sur de Włocławek y a 74 kilómetros al sureste de Toruń.